# 용천대 (양산)
용천대(龍川臺)는 경상남도 양산시 동면 법기리에 있는 대이다. 수영강의 지류인 법기천에 위치하고 있다. 이곳에는 빼어난 계곡·기암·괴석·동굴·폭포와 함께 깊은 소(沼)가 네 곳이나 있다. 소 주위에는 암반을 타고 흐르는 2단 폭포가 있으며, 그 아래에는 용이 소와 소를 오르락내리락하며 놀다가 쉬었다고 하는 용혈이 있다. 용천대는 한 번도 물이 마른 적이 없다고 한다. 그 까닭은 용천의 바닥이 깊고 매끄러운 암갈색의 암반으로 이루어져 있기 때문이라고 한다.

## 정보
박경홍이 용천대를 소요 자적하며 지은 시가 다음과 같이 전한다.
- 땅과 하늘이 숨겨서 이름은 드러나지 않아도 돌로 된 대와 은빛 폭포를 자연으로 이루었도다.웅덩이가 검푸르니 일찍이 고기 새우 집이 되었고 골짜기가 깊으니 초목이 늦도록 싱그럽도다. 고사(高士)가 서로 만나면 사마공처럼 술을 마시나 주인은 제갈공처럼 농사일 배움을 부끄러워하네. 물길따라 고깃배를 들어오지 못하게 하라. 행여 신령한 구역이 세속의 정에 더럽힐까 두려워하노라.

## 참고 문헌
- 『양산의 누정재지』(양산문화원, 2005)